# Natália Fonseca
Natália Mafiela Kamalandua Fonseca (* 25. Dezember 1998 in Luanda) ist eine angolanische Handballspielerin, die für die angolanische Nationalmannschaft aufläuft.

## Karriere

### Im Verein
Fonseca spielte in ihrem Heimatland für den Verein Atlético Petróleos de Luanda. Am Jahresbeginn 2023 schloss sich die Linkshänderin dem rumänischen Erstligisten CSM Corona Brașov an. Im Sommer 2024 wechselte sie zum Ligakonkurrenten CSM Iași 2020.

### In Auswahlmannschaften
Fonseca gewann mit der angolanischen Nationalmannschaft bei der Afrikameisterschaft 2021, bei der Afrikameisterschaft 2022 und bei der Afrikameisterschaft 2024 jeweils die Goldmedaille. Bei der Austragung im Jahr 2024 wurde sie zusätzlich auf der Position Rechtsaußen in das All-Star-Team berufen. Mit der angolanischen Auswahl nahm sie an den Olympischen Spielen in Tokio und an den Olympischen Spielen in Paris teil.